# Riccardo Capeccia
Riccardo Capeccia (1972) è un militare italiano, Appuntato Scelto dell'Arma dei Carabinieri, insignito della medaglia d'oro al valor civile.